# Gabriel Paraschiv
Gabriel Ioan Paraschiv (n. 27 martie 1978, Moreni, jud. Dâmbovița) este un jucător român retras din activitate, cunoscut pentru activitatea la echipa Oțelul Galați. El a jucat meciul cu numărul 100 pentru Oțelul Galați împotriva echipei CFR Cluj din 15 august 2009. Este antrenorul echipei Flacăra Moreni

## Titluri
Oțelul Galați
- Liga I (1): 2010-2011[2]